# 邁因蒂拉努區
16°9′S 46°37′E / 16.150°S 46.617°E

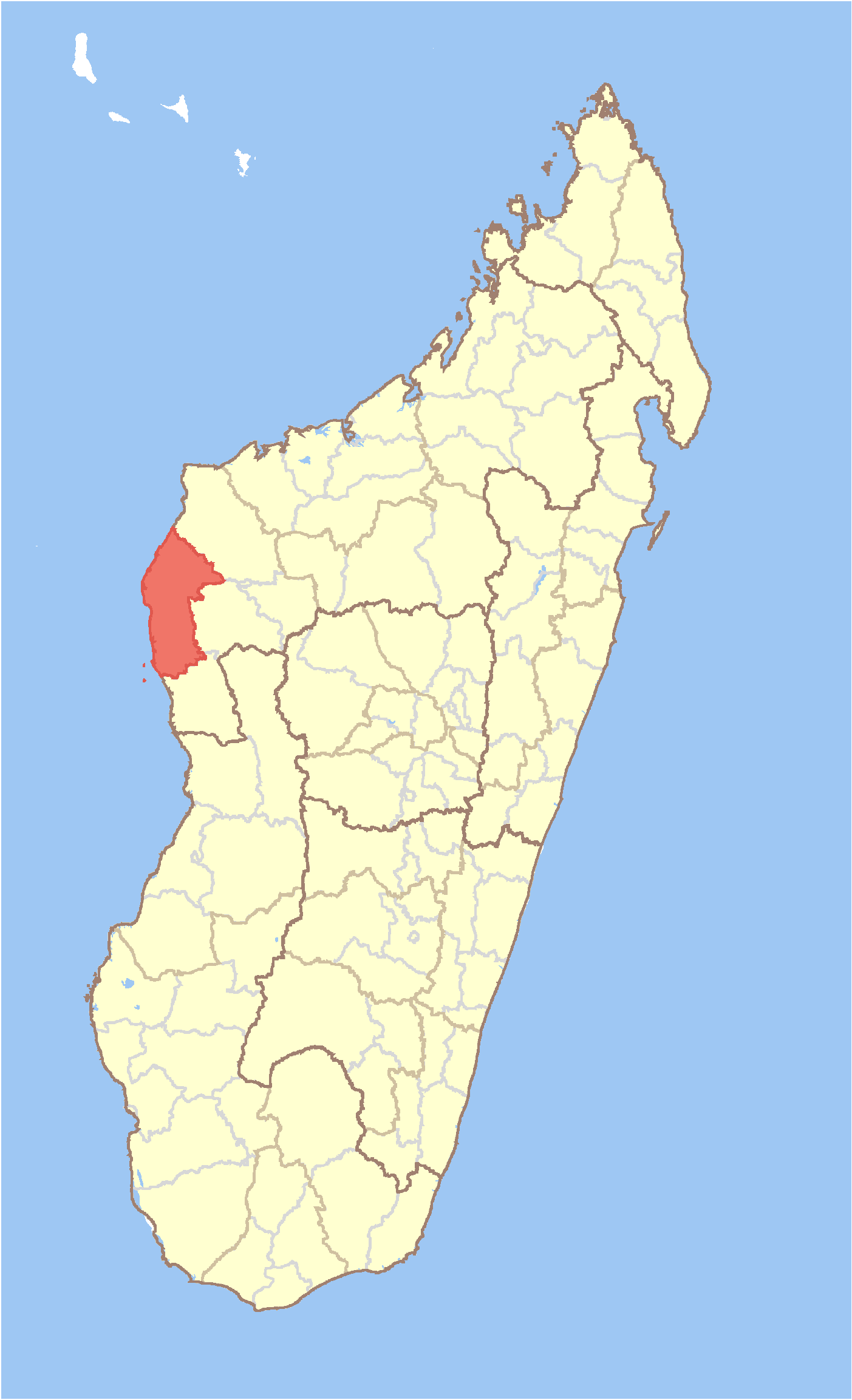

邁因蒂拉努區，是馬達加斯加的行政區，位於該國西部，由梅拉基區負責管轄，首府設於邁因蒂拉努，面積10,031平方公里，2011年人口101,010，人口密度每平方公里10人。